# Aztec (videogioco 1999)
Aztec: Maledizione nel cuore della città d'oro (nome originale Aztec : Malédiction au cœur de la cité d'or in francese) è un videogioco d'avventura punta e clicca progettato per PlayStation e Windows, sviluppato dalla Cryo Interactive e co-distribuito dalla Cryo e dalla Wanadoo Edition (e dalla Microïds per la versione iOS).

## Trama
Piccolo Serpente è un giovane cacciatore che abita nel villaggio di Atoyac, vicino a Tenochtitlán. Durante una battuta di caccia, il ragazzo vede un nobile venire mortalmente assalito a un guerriero otomi. Prima di morire, il nobile gli dona la sua collana ornata da due serpenti che circondano un cerchio di ossidiana e il nome del poeta Tlatli. Il ragazzo viene però subito notato dall'assassino e dai suoi compagni e viene a sua volta dato per assassino; riesce a sfuggire e a tornare al  suo villaggio, ma scopre che i suoi genitori sono stati rapiti e che una strana malattia sta colpendo la regione.
Si reca quindi nel quartiere commerciale di Tlatelolco, dove viene a sapere da uno schiavo del poeta Tlatli che il suo padrone è deceduto; prima di morire, il suo padrone possedeva la stessa collana donata dal nobile a Piccolo Serpente inizio del gioco, e tramite quel nobile aveva chiesto allo stesso Piccolo Serpente di andare al quartiere degli artigiani per cercare una certa Turchese. Nel quartiere degli artigiani, Piccolo Serpente incontra un giovane guerriero di nome Chimali, che rivela che Turchese è una giovane cortigiana che vive nelle vicinanze, e viene a sapere che Tlatli stava lasciando la regione con l'artigiano Chacoatl. A poco a poco, sembra anche che i due omicidi siano legati al male che sta devastando il paese: Tlatli è stato infatti anche lui assassinato, in quanto era in possesso di una pergamena che menzionava questo male.
Con l'aiuto di Chacoatl, Piccolo Serpente raggiunge il palazzo dell'imperatore Montezuma e incontra il suo consigliere Serpente Donna, ma questi lo fa imprigionare all'istante; ritrovatosi in cella, Piccolo Serpente rivede i suoi genitori, e scopre che l'imprigionamento era in realtà volto a impedire che l'incontro fosse noto ai nemici dell'imperatore. Capendo che l'unico modo per salvare i suoi genitori è scoprire l'origine del male che affligge il paese, Piccolo Serpente raggiunge Tenochtitlan, dove viene raggiunto da un mendicante che gli dona un bracciale d'oro in cambio di qualche fagiolo.
Tornato al quartiere degli artigiani, il ragazzo rintraccia il produttore delle collane di ossidiana, che afferma che in tutto sono state realizzate cinque collane, tutte donate a Tre Conigli. Uno schiavo del palazzo del nobile gli spiega che il signore era solito recarsi in un tempio del centro cerimoniale. Con l'aiuto di Turchese, Piccolo Serpente s'infiltra nel tempio e scopre che il nobile e la sacerdotessa Papatzin complottano per avvelenare l'acqua della città e screditare l'imperatore, che verrà così deposto avendo perso il favore degli dei.
Proseguendo nelle sue indagini, Piccolo Serpente trova e raggiunge la fonte nella quale i cospiratori avvelenano l'acqua della città, e prova a infiltrarsi nelle loro file. Il loro capo, Fiore Nero, lo costringe a scegliere tra avvelenare l'acquedotto e contribuire alla loro causa o bere il veleno e rischiare la vita. Piccolo Serpente sceglie di bere il veleno e poi salta in acqua, inseguito dai cospiratori, ma Chimali lo salva da morte certa e lo porta al villaggio. Una volta guarito, il ragazzo scopre però dall'anziano del villaggio che molti, compreso Serpente Donna, sono stati avvelenati, e sta a lui portare l'antidoto; riesce quindi a farsi preparare la medicina, raggiunge il palazzo di Tenochtitlan e dona l'antidoto a Serpente Donna, ma subito Tre Conigli lo arresta e lo fa portare all'altare sacrificale, dove presenziano anche Papatzin e lo stesso imperatore Montezuma.
Mentre Papatzin sta per sacrificare Piccolo Serpente, l'imperatore vede però il braccialetto d'oro in possesso del ragazzo e ferma il sacrificio, per poi confessare di essere lui il mendicante incontrato dal ragazzo a Tenochtitlan, in quanto usava quel travestimento per valutare la bontà della sua gente. Interviene quindi Serpente Donna, guarito dalla medicina, che rivela che i cospiratori capi sono Papatzin e Tre Conigli e li fa così arrestare. Conscio di aver rischiato di provocare l'ira degli dei a causa della sua negligenza e incapacità di discernere i fedeli dai traditori, l'imperatore scagiona il ragazzo e lo nomina notaio, perché goda insieme alla sua famiglia di tutti gli onori riservati al suo rango.

## Modalità di gioco
Come in Egypt 1156 a.C.: l'enigma della tomba reale e Cina - Crimini nella Città Proibita, anche questo gioco, oltre ad avere il suo stesso gameplay da punta e clicca a 360° gradi, contiene numerosi punti informativi sulla vita locale (gli Aztechi in questo caso), caratteristica tipica di vari giochi della Cryo Interactive. Vi è anche la modalità "Omniexpert", che consente di dare suggerimenti per le fasi più complesse.
Tra i minigiochi presenti nel gioco vi è il Patolli, gioco da tavolo caratteristico degli Aztechi stessi.

## Doppiaggio
| Personaggio          | Voce Italiana         |
| -------------------- | --------------------- |
| Voce narrante        | Gabriele Duma         |
| Piccolo Serpente     | Giuseppe Calvetti     |
| Quilatzli            |                       |
| Picco di Montagna    | Dario Oppido          |
| Tre Conigli          | Umberto Bortolani     |
| Fiore di Pietra      | Grazia Verasani       |
| Serpente Donna       | Umberto Bortolani     |
| Vecchio giocatore    | Umberto Bortolani     |
| Chimalli             | Giuseppe Calvetti     |
| Chacoatl             | Riccardo Rovatti      |
| "Turchese"/Calmecac  |                       |
| Cuicani              |                       |
| Papatzin             |                       |
| Qualpixque           | Gabriele Duma         |
| Tlilpotonqui         | Umberto Bortolani     |
| Mercante di colori   | Grazia Verasani       |
| Scriba               | Massimo Antonio Rossi |
| Sacerdote            | Umberto Bortolani     |
| Fiore Nero           | Gabriele Duma         |
| Ayocuan              |                       |
| Imperatore Montezuma | Massimo Antonio Rossi |

## Accoglienza
| Testata                            | Giudizio |
| ---------------------------------- | -------- |
| GameRankings (media al 30-01-2020) | 67.50%   |
| AllGame                            | [ 3 ]    |
| Jeuxvideo.com                      | 17/20    |

Il gioco ha avuto un'accoglienza generalmente positiva.